# 光亮平腹蛛
光亮平腹蛛（学名：Gnaphosa lucifuga）为平腹蛛科平腹蛛属的动物。分布于欧洲、俄罗斯以及中国大陆的新疆等地，主要生活于草丛。该物种的模式产地在欧洲。